# Apochthonius mysterius
Apochthonius mysterius är en spindeldjursart som beskrevs av William B. Muchmore 1976. Apochthonius mysterius ingår i släktet Apochthonius och familjen käkklokrypare. Inga underarter finns listade i Catalogue of Life.